# Francesco De Leonibus
Francesco Paolo De Leonibus (* 1. November 1933 in Acqui Terme; † 3. April 2005 in Mailand) war ein italienischer Autorennfahrer.

## Karriere als Rennfahrer
Francesco De Leonibus war zwischen 1958 und 1964 im Touren- und Sportwagensport aktiv. Er bestritt nationale Rennen und ging 1959 erstmals bei der Targa Florio an den Start. 1960 war er auch beim 24-Stunden-Rennen von Le Mans gemeldet, wo er gemeinsam mit Bernard Consten einen Alfa Romeo Giulietta SV Conrero 1150 fuhr. Das Duo konnte wegen eines technischen Defekts am Alfa Romeo das Rennen nicht beenden.
Seine besten Ergebnisse im Schlussklassement eines Rennens waren die 15. Ränge beim 6-Stunden-Rennen von Brands Hatch 1964 und dem 24-Stunden-Rennen von Spa-Francorchamps desselben Jahres.

## Statistik

### Le-Mans-Ergebnisse
| Jahr | Team                    | Fahrzeug                             | Teamkollege     | Platzierung | Ausfallgrund |
| ---- | ----------------------- | ------------------------------------ | --------------- | ----------- | ------------ |
| 1960 | Squadra Vigilio Conrero | Alfa Romeo Giulietta SV Conrero 1150 | Bernard Consten | Ausfall     | Defekt       |

### Einzelergebnisse in der Sportwagen-Weltmeisterschaft
| Saison | Team             | Rennwagen                   | 1   | 2   | 3   | 4   | 5   |
| ------ | ---------------- | --------------------------- | --- | --- | --- | --- | --- |
| 1959   | Racing Club 19   | Alfa Romeo Giulietta Sprint | SEB | TAR | NÜR | LEM | RTT |
| 1959   | Racing Club 19   | Alfa Romeo Giulietta Sprint | DNF |     |     |     |     |
| 1960   | Virgilio Conrero | Conrero-Alfa Romeo 1150     | BUA | SEB | TAR | NÜR | LEM |
| 1960   | Virgilio Conrero | Conrero-Alfa Romeo 1150     |     |     | DNF |     | DNF |
| 1961   | Virgilio Conrero | Lotus Eleven                | SEB | TAR | NÜR | LEM | PES |
| 1961   | Virgilio Conrero | Lotus Eleven                | DNF |     |     |     |     |